# خايرو رويز لوبيز
خايرو رويز لوبيز (بالإسبانية: Jairo Ruiz López)‏ هو تريثلت إسباني، ولد في 26 نوفمبر 1988 في ألمرية في إسبانيا.

## وصلات خارجية
- خايرو رويز لوبيز على موقع Paralympic.org (الإنجليزية)
- خايرو رويز لوبيز على موقع اللجنة البارالمبية الإسبانية (الإسبانية)

- الموقع الرسمي